# Harbury
Harbury – wieś w Anglii, w hrabstwie Warwickshire, w dystrykcie Stratford-on-Avon. Leży 11 km na południowy wschód od miasta Warwick i 123 km na północny zachód od Londynu. W 2001 miejscowość liczyła 2485 mieszkańców.